# ائوسبیو آکاسوسو
ائوسبیو آکاسوسو (اسپانیایی: Eusebio Acasuzo‎؛ زادهٔ ۸ آوریل ۱۹۵۲) بازیکن فوتبال اهل پرو بود.
از باشگاه‌هایی که در آن بازی کرده‌است می‌توان به باشگاه فوتبال اونیورسیتاریو ده دپورتس اشاره کرد.
وی همچنین در تیم ملی فوتبال پرو بازی کرده‌است.